# Décès en juillet 2015
Décès
- 2011
- 2012
- 2013
- 2014
- 2015
- 2016
- 2017
- 2018
- 2019

Pour une information complémentaire, voir la page d'aide.

| Date        | Nom                                       | Activités                                                                                      | Âge      | Source           |
| ----------- | ----------------------------------------- | ---------------------------------------------------------------------------------------------- | -------- | ---------------- |
| 1er juillet | Shlomo Moussaieff                         | Bijoutier et collectionneur d'antiquités israélien.                                            | 92       | (en)             |
| 1er juillet | Czesław Olech                             | Mathématicien polonais.                                                                        | 84       | (pl)             |
| 1er juillet | Victor de la Peña Pérez (de)              | Prélat et missionnaire catholique espagnol.                                                    | 81       | (es)             |
| 1er juillet | Sergio Sollima                            | Réalisateur italien.                                                                           | 94       | (it)             |
| 1er juillet | Nicholas Winton                           | Courtier et résistant britannique.                                                             | 106      |                  |
| 1er juillet | Mohamed Yalaoui                           | Linguiste et universitaire tunisien, ministre des Affaires culturelles (1978-1979).            | 86       |                  |
| 1er juillet | Miloslava Misáková                        | Gymnaste artistique tchèque, championne aux Jeux olympiques d'été de 1948.                     | 93       | (en)             |
| 1er juillet | Val Doonican                              | Chanteur de pop traditionnelle irlandais.                                                      | 88       | (en)             |
| 1er juillet | Robert La Caze                            | Pilote de courses automobile franco-marocain.                                                  | 98       | (en)             |
| 1er juillet | Red Lane                                  | Auteur-compositeur-interprète américain.                                                       | 76       | (en)             |
| 2 juillet   | David Aronson                             | Peintre américain, d'origine lituanienne.                                                      | 91       | (en)             |
| 2 juillet   | Slavko Avsenik                            | Compositeur et accordéoniste slovène.                                                          | 85       | (en)             |
| 2 juillet   | Tiburce Darou                             | Préparateur physique français.                                                                 | 72       |                  |
| 2 juillet   | Dominique Jameux                          | Musicologue, producteur de radio et de télévision et écrivain français.                        | 76       |                  |
| 2 juillet   | Petro Korol                               | Haltérophile soviétique, puis ukrainien.                                                       | 74       | (uk)             |
| 2 juillet   | Joseph Lec'hvien                          | Prêtre catholique et écrivain français                                                         | 96       |                  |
| 2 juillet   | Bob Smalhout                              | Médecin, enseignant, chroniqueur et homme politique néerlandais.                               | 87       | (nl)             |
| 2 juillet   | Jacobo Zabludovsky                        | Journaliste mexicain.                                                                          | 87       | (en)             |
| 3 juillet   | Denis Coiffet                             | Prêtre catholique français.                                                                    | 63       |                  |
| 3 juillet   | Diana Douglas                             | Actrice américaine.                                                                            | 92       |                  |
| 3 juillet   | Boyd K. Packer                            | Apôtre de l’Église de Jésus-Christ des saints des derniers jours.                              | 90       | (en)             |
| 3 juillet   | Amanda Peterson                           | Actrice américaine.                                                                            | 43       | (en)             |
| 3 juillet   | Paul Rolin                                | Architecte de parcours de golf belge.                                                          | 91       |                  |
| 3 juillet   | Jacques Sernas                            | Acteur lituanien naturalisé français, résistant et collaborateur de Combat.                    | 89       | (it)             |
| 4 juillet   | Étienne Bierry                            | Acteur et metteur en scène français de théâtre.                                                | 96       |                  |
| 4 juillet   | Diana Douglas                             | Actrice britanno-américaine d'origine bermudienne.                                             | 92       |                  |
| 4 juillet   | Carlo de Gavardo                          | Pilote de rallye-raid chilien.                                                                 | 45       | (es)             |
| 4 juillet   | Reynaldo González López                   | Dirigeant sportif cubain, membre du Comité international olympique.                            | 66       |                  |
| 4 juillet   | Peter Lampert                             | Entrepreneur et homme politique liechtensteinois.                                              | 64       | (de)             |
| 4 juillet   | Daniel Quinn                              | Acteur américain.                                                                              | 58       | (en)             |
| 5 juillet   | Dorothée Marie de Bavière                 | Princesse allemande, grande-duchesse de Toscane.                                               | 95       | (en)             |
| 5 juillet   | Germaine Brus                             | Artiste-peintre belge.                                                                         | 100      |                  |
| 5 juillet   | Blaine Gibson                             | Animateur et sculpteur américain.                                                              | 97       | (en)             |
| 5 juillet   | Uffe Haagerup                             | Mathématicien danois.                                                                          | 65       | (en)             |
| 5 juillet   | Hernus Kriel                              | Avocat et homme politique sud-africain, Premier ministre du Cap occidental (1994-1998).        | 73       | (en)             |
| 5 juillet   | Pierre Maranda                            | Anthropologue québécois.                                                                       | 85       |                  |
| 5 juillet   | Sakari Momoi                              | Supercentenaire japonais, doyen masculin de l'humanité.                                        | 112      | (en)             |
| 5 juillet   | Yoichiro Nambu                            | Physicien américain d'origine japonaise.                                                       | 94       | (en)             |
| 5 juillet   | Amanda Peterson                           | Actrice américaine.                                                                            | 43       | (en)             |
| 5 juillet   | Abderrahmane Soukhane                     | Footballeur algérien.                                                                          | 78       |                  |
| 6 juillet   | Camille Bob                               | Chanteur et musicien de blues américain.                                                       | 77       |                  |
| 6 juillet   | Suzy Falk                                 | Actrice belge.                                                                                 | 92       |                  |
| 6 juillet   | Masabumi Kikuchi                          | Pianiste et compositeur japonais de jazz.                                                      | 75       | (en)             |
| 6 juillet   | Luigi Martella (it)                       | Prélat catholique italien.                                                                     | 67       | (it)             |
| 6 juillet   | Bea Meulman                               | Actrice néerlandaise                                                                           | 66       | (en)             |
| 6 juillet   | Franco Scaglia                            | Écrivain et journaliste italien.                                                               | 71       | (it)             |
| 6 juillet   | Kathleen Snavely                          | Supercentenaire américaine d'origine irlandaise.                                               | 113      | (en)             |
| 6 juillet   | Jean-Émile Vié                            | Haut-fonctionnaire français.                                                                   | 100      |                  |
| 6 juillet   | Jerry Weintraub                           | Producteur de cinéma américain.                                                                | 77       |                  |
| 7 juillet   | Jean-Claude Barran                        | Homme politique français.                                                                      | 72       |                  |
| 7 juillet   | Maria Barroso                             | Actrice et femme politique portugaise.                                                         | 90       |                  |
| 7 juillet   | Bako Dagnon                               | Chanteuse griotte malienne.                                                                    | ?        |                  |
| 7 juillet   | Jean Délémontez                           | Entrepreneur français.                                                                         | 97       |                  |
| 7 juillet   | Pierre MacDonald                          | Homme politique canadien.                                                                      | 79       |                  |
| 7 juillet   | Jaime Morey                               | Chanteur espagnol.                                                                             | 73       | (en)             |
| 8 juillet   | Monique Joly                              | Actrice québécoise.                                                                            | 82       |                  |
| 8 juillet   | Irwin Keyes                               | Acteur américain.                                                                              | 63       | (en)             |
| 8 juillet   | Harry Messel (en)                         | Physicien canadien naturalisé américain.                                                       | 93       | (en)             |
| 8 juillet   | Philippe Rochat                           | Cuisinier suisse.                                                                              | 61       |                  |
| 8 juillet   | Lucita Soriano (en)                       | Actrice philippine.                                                                            | 74       | (en)             |
| 8 juillet   | Ken Stabler                               | Joueur de foot U.S. américain.                                                                 | 69       | (en)             |
| 8 juillet   | Walter Van Gerven                         | Avocat, professeur et juriste belge.                                                           | 80       |                  |
| 8 juillet   | André Zirves                              | Résistant et homme politique luxembourgeois.                                                   | 89       | (de)             |
| 9 juillet   | Christian Audigier                        | Créateur de mode et entrepreneur français.                                                     | 57       |                  |
| 9 juillet   | Caspar Bowden                             | Militant britannique de la protection de la vie privée.                                        | 53       |                  |
| 9 juillet   | Roger Ranoux                              | Résistant et homme politique français.                                                         | 93       |                  |
| 9 juillet   | Saoud ben Fayçal                          | Prince et homme politique saoudien.                                                            | 75       |                  |
| 10 juillet  | Giacomo Biffi                             | Cardinal italien.                                                                              | 87       |                  |
| 10 juillet  | Raymond Glorie                            | Sculpteur, médailleur et plasticien belge.                                                     | 97       |                  |
| 10 juillet  | Sardar Mohammad Abdul Qayyum Khan         | Homme politique pakistanais.                                                                   | 91       | (en)             |
| 10 juillet  | Milorad Milutinović                       | Footballeur yougoslave, puis serbe.                                                            | 80       |                  |
| 10 juillet  | Jimmy Murray                              | Footballeur écossais.                                                                          | 82       | (en)             |
| 10 juillet  | Hubert Prévot                             | Haut fonctionnaire, homme politique et syndicaliste français, commissaire au Plan (1981-1984). | 86       |                  |
| 10 juillet  | Roger Rees                                | Acteur britannique.                                                                            | 71       |                  |
| 10 juillet  | Jacques Ripault                           | Architecte français.                                                                           | 61-62    |                  |
| 10 juillet  | Omar Sharif                               | Acteur et joueur de bridge égyptien d'origine libanaise.                                       | 83       |                  |
| 10 juillet  | Jon Vickers                               | Ténor canadien.                                                                                | 88       | (en)             |
| 11 juillet  | Herbert Ahues                             | Compositeur de problèmes d'échecs allemand.                                                    | 93       | (de)             |
| 11 juillet  | Claudia Alexander                         | Ingénieur et chercheuse afro-américaine.                                                       | 56       | (en)             |
| 11 juillet  | Patricia Crone                            | Historienne de l'islam et essayiste danoise.                                                   | 69-70    | (en)             |
| 11 juillet  | Hussein Fatal                             | Rappeur américain.                                                                             | 38       | (en)             |
| 11 juillet  | Satoru Iwata                              | Producteur de jeu vidéo et chef d'entreprise japonais.                                         | 55       | (en)             |
| 11 juillet  | Peter de Klerk                            | Pilote de Formule 1 sud-africain.                                                              | 80       | (en)             |
| 11 juillet  | André Leysen                              | Homme d'affaires belge.                                                                        | 88       | (de)             |
| 11 juillet  | Philippe Neau-Leduc                       | Enseignant et avocat français, professeur de droit privé.                                      | 50       |                  |
| 11 juillet  | Tom Piccirilli                            | Écrivain américain, auteur de fantastique, d'horreur et de thriller.                           | 50       | (en)             |
| 11 juillet  | Bojan Udovič                              | Coureur cycliste yougoslave slovène.                                                           | 57       | (sl)             |
| 12 juillet  | Omar Colomé (en)                          | Prélat catholique argentin.                                                                    | 82       | (es)             |
| 12 juillet  | Chenjerai Hove                            | Écrivain, journaliste, poète et essayiste zimbabwéen.                                          | 59       | (en)             |
| 12 juillet  | Bosse Larsson                             | Présentateur de télévision suédois.                                                            | 81       | (sv)             |
| 12 juillet  | Mzee Ojwang                               | Acteur kényan.                                                                                 | 78       | (en)             |
| 12 juillet  | Ramón Oviedo                              | Artiste peintre dominicain.                                                                    | 90-91    | (es)             |
| 12 juillet  | Tenzin Delek Rinpoché                     | Lama gelugpa tibétain.                                                                         | 65       | (en)             |
| 13 juillet  | Martin Litchfield West                    | Philologue helléniste britannique.                                                             | 77       | (en)             |
| 13 juillet  | Philipp Missfelder                        | Homme politique allemand.                                                                      | 35       | (en)             |
| 13 juillet  | Ildikó Schwarczenberger                   | Escrimeuse hongroise.                                                                          | 63       | (hu)             |
| 13 juillet  | Joan Sebastian                            | Chanteur-compositeur mexicain.                                                                 | 64       | (es)             |
| 14 juillet  | Patrick Bourbeillon                       | Athlète français.                                                                              | 68       |                  |
| 14 juillet  | Régis Brun                                | Historien, essayiste et écrivain canadien.                                                     | 77       |                  |
| 14 juillet  | Véronique Cornet                          | Femme politique belge.                                                                         | 46       |                  |
| 14 juillet  | Wolf Gremm                                | Réalisateur et scénariste allemand.                                                            | 73       | (de)             |
| 14 juillet  | Olaf Pooley                               | Acteur britannique.                                                                            | 101      | (en)             |
| 14 juillet  | Ildikó Schwarczenberger                   | Escrimeuse hongroise, multiple médaillée olympique (1972, 1976, 1980).                         | 63       | (hu)             |
| 14 juillet  | M. S. Viswanathan                         | Compositeur indien de musique de film.                                                         | 87       | (en)             |
| 15 juillet  | Jacques Allard                            | Skipper français.                                                                              | 89       |                  |
| 15 juillet  | Masahiko Aoki                             | Économiste japonais.                                                                           | 77       | (en)             |
| 15 juillet  | Phil Cayser                               | Rameur australien, médaillé de bronze aux Jeux olympiques d'été de 1952.                       | 93       | (en)             |
| 15 juillet  | Alan Curtis                               | Claveciniste, musicologue et chef d'orchestre américain.                                       | 80       | (en)             |
| 15 juillet  | Aubrey Morris                             | Acteur britannico-américain.                                                                   | 89       | (en)             |
| 15 juillet  | Sheila Ramani                             | Actrice indienne.                                                                              | 83       | (en)             |
| 15 juillet  | Howard Rumsey                             | Contrebassiste américain de jazz.                                                              | 97       | (en)             |
| 15 juillet  | Jacques Thébault                          | Comédien français spécialisé dans le doublage.                                                 | 90       |                  |
| 15 juillet  | Wan Li                                    | Homme politique chinois.                                                                       | 98       | (en)             |
| 15 juillet  | Fred Wendorf                              | Essayiste et archéologue américain, professeur émérite.                                        | 90       | (en)             |
| 15 juillet  | Jean-Paul Zahn                            | Astrophysicien français.                                                                       | 80       |                  |
| 16 juillet  | Alcides Ghiggia                           | Footballeur uruguayen.                                                                         | 88       |                  |
| 16 juillet  | Jack Goody                                | Anthropologue britannique.                                                                     | 95       |                  |
| 16 juillet  | Alan Kupperberg                           | Dessinateur américain de comics.                                                               | 62       | (en)             |
| 16 juillet  | Jean Lacouture                            | Journaliste, historien, écrivain et militant anticolonialiste français.                        | 94       |                  |
| 16 juillet  | Michel Schatz                             | Champion de pétanque français.                                                                 | 58       |                  |
| 17 juillet  | Bernard Baschet                           | Facteur français d'instruments de musique.                                                     | 97       |                  |
| 17 juillet  | Jules Bianchi                             | Pilote automobile français.                                                                    | 25       |                  |
| 17 juillet  | Owen Chadwick                             | Professeur, écrivain et historien du christianisme britannique.                                | 99       |                  |
| 17 juillet  | Raphaël Draï                              | Enseignant, politologue et essayiste français, spécialiste de loi hébraïque.                   | 73       |                  |
| 17 juillet  | Donald Fontana                            | Joueur de tennis canadien.                                                                     | 84       |                  |
| 17 juillet  | Susumu Okubo                              | Physicien théorique japonais.                                                                  | 85       | (en)             |
| 17 juillet  | Nova Pilbeam                              | Actrice britannique.                                                                           | 96       | (en)             |
| 18 juillet  | George Coe                                | Acteur américain.                                                                              | 86       | (en)             |
| 18 juillet  | Wang Fuzhou                               | Alpiniste chinois.                                                                             | 79-80    | (en)             |
| 18 juillet  | Priscilla Kincaid-Smith                   | Néphrologue australienne, d'origine sud-africaine.                                             | 88       | (en)             |
| 18 juillet  | Alex Rocco                                | Acteur américain.                                                                              | 79       | (en)             |
| 18 juillet  | John Taylor                               | Pianiste britannique de jazz.                                                                  | 72       |                  |
| 19 juillet  | Van Alexander                             | Compositeur et arrangeur musical américain.                                                    | 100      | (en)             |
| 19 juillet  | François Leclère                          | Compositeur français.                                                                          | 65       |                  |
| 19 juillet  | Bernat Martínez (en)                      | Pilote moto espagnol.                                                                          | 35       | (es)             |
| 19 juillet  | Richard Ochoa                             | Coureur cycliste vénézuélien.                                                                  | 31       | (es)             |
| 19 juillet  | Sybren Polet                              | Écrivain néerlandais.                                                                          | 91       | (nl)             |
| 19 juillet  | Galina Prozoumenchtchikova                | Nageuse soviétique, russe, ukrainienne, championne olympique en 1964.                          | 66       | (en)             |
| 19 juillet  | Dani Rivas (en)                           | Pilote moto espagnol.                                                                          | 27       | (es)             |
| 19 juillet  | Guennadi Selezniov                        | Homme politique soviétique, russe, président de la Douma (1996-2003).                          | 67       | [réf. souhaitée] |
| 19 juillet  | Michel Smolders                           | Sculpteur belge.                                                                               | 86       |                  |
| 19 juillet  | Václav Snítil (en)                        | Violoniste tchèque.                                                                            | 87       | (en)             |
| 20 juillet  | Jean Alfred                               | Enseignant et homme politique canadien, québécois.                                             | 75       |                  |
| 20 juillet  | Wayne Carson                              | Auteur-compositeur américain de chansons.                                                      | 72       |                  |
| 20 juillet  | Dieter Moebius                            | Auteur-compositeur-interprète suisse allemand de musique électronique.                         | 71       |                  |
| 20 juillet  | Sieghardt Rupp                            | Acteur autrichien.                                                                             | 84       | (de)             |
| 20 juillet  | Raymond Stora                             | Physicien français.                                                                            | 84       |                  |
| 20 juillet  | Shunsuke Tsurumi                          | Historien et philosophe japonais.                                                              | 93       | (en)             |
| 21 juillet  | Luigi Angelillo                           | Acteur italien.                                                                                | 69       | (it)             |
| 21 juillet  | Theodore Bikel                            | Acteur et chanteur américain d'origine autrichienne.                                           | 91       |                  |
| 21 juillet  | E. L. Doctorow                            | Écrivain américain.                                                                            | 84       |                  |
| 21 juillet  | Günter Fronius                            | Entrepreneur et centenaire austro-roumain.                                                     | 107      | (de)             |
| 21 juillet  | Dick Nanninga                             | Footballeur néerlandais.                                                                       | 66       | (nl)             |
| 21 juillet  | Roble Olhaye                              | Diplomate djiboutien.                                                                          | 71       | (en)             |
| 21 juillet  | Serhiy Omelyanovych                       | Footballeur ukrainien.                                                                         | 37       |                  |
| 21 juillet  | Patrick Perrier                           | Joueur français de rugby à XV.                                                                 | 58       |                  |
| 22 juillet  | Denny Ebbers                              | Judoka néerlandais.                                                                            | 41       | (nl)             |
| 22 juillet  | Eddie Hardin                              | Pianiste rock et auteur-compositeur-interprète britannique.                                    | 66       |                  |
| 22 juillet  | Bernard Marionnaud                        | Homme d'affaires français, fondateur de Marionnaud Parfumeries.                                | 81       |                  |
| 22 juillet  | Natasha Parry                             | Actrice britannique, épouse de Peter Brook et mère d'Irina et Simon Brook.                     | 84       |                  |
| 22 juillet  | Simon-Pierre Saint-Hillien                | Prélat catholique haïtien.                                                                     | 64       |                  |
| 22 juillet  | Stuf                                      | Dessinateur belge et coloriste de bande dessinée.                                              | 56       |                  |
| 23 juillet  | William Wakefield Baum                    | Cardinal américain.                                                                            | 88       | (en)             |
| 23 juillet  | Pierre Cottrell                           | Producteur de cinéma français.                                                                 | 70       |                  |
| 23 juillet  | Mladen Dražetin                           | Docteur en sciences sociales, économiste, poète, écrivain et philosophe serbe.                 | 64       | (sr)             |
| 23 juillet  | Shigeko Kubota                            | Artiste américaine d'origine japonaise.                                                        | 77       | (en)             |
| 23 juillet  | Don Oberdorfer                            | Officier et journaliste américain.                                                             | 84       | (en)             |
| 23 juillet  | Sayed Rasoul Raissi                       | Haltérophile iranien.                                                                          | 90       | (fa)             |
| 23 juillet  | Remzi                                     | Peintre, pastelliste et graveur français d'origine kurde.                                      | 86 ou 87 |                  |
| 23 juillet  | José Sazatornil                           | Acteur espagnol.                                                                               | 89       | (es)             |
| 23 juillet  | André Sohaing                             | Homme d'affaires et homme politique camerounais.                                               | 82       |                  |
| 23 juillet  | Cirilo Vila                               | Compositeur et pianiste chilien.                                                               | 77       | (es)             |
| 24 juillet  | Corsino Fortes                            | Juriste, poète, homme politique et diplomate cap-verdien.                                      | 82       | (pt)             |
| 24 juillet  | Mario Sereni                              | Baryton italien.                                                                               | 87       | (en)             |
| 24 juillet  | Maurice Siman                             | Joueur de rugby à XV français.                                                                 | 91       |                  |
| 24 juillet  | Ingrid Sischy                             | Journaliste et critique d'art américaine d'origine sud-africaine.                              | 63       |                  |
| 25 juillet  | Jacques Andréani                          | Diplomate et homme politique français.                                                         | 85       |                  |
| 25 juillet  | Paulette Fouillet                         | Judokate française.                                                                            | 64       |                  |
| 25 juillet  | Stevan Karamata                           | Géologue serbe.                                                                                | 88       | (sr)             |
| 25 juillet  | Larbi Messari                             | Historien, diplomate, journaliste, écrivain et homme politique marocain.                       | 79       |                  |
| 26 juillet  | Richard Bass                              | Alpiniste américain.                                                                           | 85       | (en)             |
| 26 juillet  | Bobbi Kristina Brown                      | Chanteuse, personnalité des médias et de la téléréalité américaine.                            | 22       |                  |
| 26 juillet  | Peggy Evans                               | Actrice britannique.                                                                           | 94       | (en)             |
| 26 juillet  | Vic Firth                                 | Musicien et homme d'affaires américain.                                                        | 85       |                  |
| 26 juillet  | Wolfgang Gönnenwein                       | Chef d'orchestre et homme politique allemand.                                                  | 82       | (de)             |
| 26 juillet  | Flora MacDonald                           | Femme politique canadienne.                                                                    | 89       | (en)             |
| 26 juillet  | Vassili Pitchoul                          | Cinéaste russe.                                                                                | 54       |                  |
| 26 juillet  | Leo Reise                                 | Hockeyeur sur glace canadien.                                                                  | 93       | (en)             |
| 26 juillet  | Ann Rule                                  | Romancière américaine.                                                                         | 83       | (en)             |
| 26 juillet  | Pía Sebastiani                            | Pianiste classique argentine.                                                                  | 90       | (es)             |
| 27 juillet  | Avul Pakir Jainulabdeen Abdul Kalam       | Homme politique indien.                                                                        | 83       | (en)             |
| 27 juillet  | Guy Bardone                               | Peintre, aquarelliste, lithographe et illustrateur français.                                   | 87       |                  |
| 27 juillet  | John Cassels                              | Mathématicien britannique.                                                                     | 93       | (en)             |
| 27 juillet  | Bob Kauffman                              | Basketteur américain.                                                                          | 69       | (en)             |
| 27 juillet  | Alain Millot                              | Homme politique français.                                                                      | 63       |                  |
| 27 juillet  | Ivan Moravec                              | Pianiste tchécoslovaque, tchèque.                                                              | 84       | (en)             |
| 27 juillet  | Sebastiano Vassalli                       | Écrivain italien.                                                                              | 73       | (en)             |
| 28 juillet  | Jan Kulczyk                               | Entrepreneur polonais.                                                                         | 65       |                  |
| 28 juillet  | Rusty Nails                               | Clown américain.                                                                               | 87       | (en)             |
| 28 juillet  | Edward Natapei                            | Homme politique vanuatais.                                                                     | 61       |                  |
| 28 juillet  | Samuel Pisar                              | Avocat américain, survivant de la Shoah.                                                       | 86       |                  |
| 28 juillet  | Franciscus Xaverius Rocharjanta Prajasuta | Prélat catholique indonésien, missionnaire de la Sainte-Famille.                               | 83       | (en)             |
| 29 juillet  | Giorgio Albani                            | Coureur cycliste italien.                                                                      | 86       |                  |
| 29 juillet  | Buddy Emmons (en)                         | Musicien américain.                                                                            | 78       | (en)             |
| 29 juillet  | Charles Pous                              | Joueur de hockey sur gazon français.                                                           | 66       |                  |
| 30 juillet  | Lynn Anderson                             | Chanteuse de musique country américaine.                                                       | 67       |                  |
| 30 juillet  | Alena Vrzáňová                            | Patineuse artistique tchécoslovaque.                                                           | 84       |                  |
| 31 juillet  | Howard W. Jones (en)                      | Chirurgien américain.                                                                          | 104      | (en)             |
| 31 juillet  | Takeshi Katō                              | Acteur japonais.                                                                               | 86       | (en)             |
| 31 juillet  | Jean-Jacques Loup                         | Auteur de bandes dessinées et caricaturiste français.                                          | 79       |                  |
| 31 juillet  | Roddy Piper                               | Lutteur puis acteur canadien.                                                                  | 61       |                  |
| 31 juillet  | Richard Schweiker                         | Homme politique américain.                                                                     | 89       | (en)             |